# Abdellah Dami
Abdellah Dami (Tiel, 25 januari 1982) is een Nederlandse journalist, schrijver en daarnaast hoofd communicatie en persvoorlichter voor de partij DENK.

## Biografie
Voordat Dami begon met presenteren bij RTV Noord-Holland werkte hij als financieel adviseur particulieren bij een bank. Zijn maatschappelijke betrokkenheid ontstond toen hij Stichting Maghrebmedia opzette, dat als doel had de kloof tussen allochtoon en autochtoon Nederland te overbruggen. Dami voerde de eindredactie over de website van de stichting.
In 2003 werd Dami bekend bij een groter publiek door zijn boek Couscous met appelmoes, waarin hij met diverse Marokkaanse jongeren het gesprek aanging over zaken als seksualiteit, liefde, partnerkeuze, religie en sport.
Dami begon zijn journalistieke loopbaan als presentator bij RTV Noord-Holland. Hier presenteerde hij het wekelijkse jongerenprogramma SHOOT. Dit programma maakte naam doordat gasten als Theo van Gogh hun opwachting in het programma hebben gemaakt. Hierna verdween het debat uit het programma en werd er over het nieuws van de afgelopen week gesproken. Met de zomerstop van 2006 verdween tevens het programma van de buis en kwam er een einde aan twee jaar SHOOT op RTV Noord-Holland.

### Nederlandse Moslim Omroep
Tot voorjaar 2007 werkte Dami als eindredacteur Maatschappij bij het populaire jongerenstation FunX. Dit station zendt uit in de vier grote steden via de ether en hierbuiten landelijk via de kabel en via de satelliet. Hierna presenteerde hij het wekelijkse programma InFocus en In de waan van alledag. Deze programma's werden op de zondag uitgezonden op Nederland 2. Ook presenteerde hij De 7e Hemel, het NMO-jongerenprogramma op Radio 5.
Dami is kleinzoon van een Marokkaanse verzetsstrijder. Een van de weinige bekende verhalen van Marokkaanse militairen die in West-Europa tijdens de Tweede Wereldoorlog onder de Franse vlag vocht tegen Nazi-Duitsland. In het voorjaar van 2008 zond de NMO hierover een reportage uit. Mohammed Ben Abbas kwam uiteindelijk vast te zitten in Stalag 2-D, een krijgsgevangenkamp. De reportage leidde uiteindelijk tot Kamervragen hierover van de PVV aan D66-staatssecretaris Medy van der Laan.
In februari 2009 presenteerde Dami samen met Hadassah de Boer en Andries Knevel het programma Live uit Jeruzalem. Dit programma werd rechtstreeks vanuit Jeruzalem uitgezonden op Nederland 2 en draaide om de Israëlische parlementsverkiezingen 2009. Dami zat er namens de NMO. Dit programma was een samenwerkingsverband tussen de Joodse Omroep, EO en de NMO.
In november 2009 werd Dami door het Royal Islamic Strategic Center in Jordanië uitgeroepen tot een van de vijfhonderd meest invloedrijke moslims wereldwijd. Het Royal Islamic Strategic Center heeft als doel de dialoog tussen moslims en christenen te bevorderen.

### Vanaf 2010
Dami werkte na zijn NMO-periode als presentator bij de AVRO en richt zich op maatschappelijke content. Zo was zijn presentatiedebuut bij de AVRO de Canal Parade, het jaarlijkse hoogtepunt van de Gay Pride. Zelf gaf Dami aan in een interview bij 3FM en Q Music zelf hetero te zijn maar onderlinge solidariteit in de samenleving belangrijk te vinden. Ook werkt Abdellah Dami sinds oktober 2010 als columnist bij het mannenblad Men's Health.
Sinds januari 2011 werkte Dami bij publieke tv-productiehuis MTNL als Centraal coördinator Nieuws. Hier gaf hij leiding aan de programmamakers van het achtergrondenitem Belicht van het programma FullColor, dat werd uitgezonden door verscheidene regionale televisiezenders.
Sinds september 2020 werkt Dami als hoofd communicatie en persvoorlichter voor de politieke partij DENK in de Tweede Kamer. Hier vallen tevens de lokale fracties van DENK in de verschillende gemeenteraden en provincies onder. 
- International Standard Name Identifier: 0000 0003 8963 9304
- Nederlandse Thesaurus van Auteursnamen: 244836132
- Virtual International Authority File: 283109643
- WorldCat: E39PBJcgwHYx6bWJdGYmTgjV4q